# Lemmus trimucronatus
El lemming canadiense o lemming pardo neártico (Lemmus trimucronatus) es un pequeño lemming norteamericano.

## Taxonomía
Originalmente conespecíficos con el lemming pardo siberiano (Lemmus sibiricus), luego se dividieron en dos especies distintas. La especie también se consideró durante mucho tiempo conespecífica con el lemming de Beringia (Lemmus nigripes) (y la especie combinada se conoce como el lemming marrón de América del Norte con el nombre científico de L. trimucronatus) y se pensaba que se extendía desde el este de Siberia hasta América del Norte Sin embargo, los estudios filogenéticos encontraron que representan dos especies distintas, aunque especies hermanas entre sí.

## Características físicas
Los lemmings son de color marrón, con el dorso y la rabadilla de color marrón rojizo, mientras que la cabeza y los hombros son grises. En invierno, el pelaje se vuelve más largo y gris. La hembra mide 12,5 cm (5,7 pulgadas) de largo y pesa 58 g (2,4 oz), mientras que el macho mide 13 cm (5,9 pulgadas) y pesa 68 g (2,7 oz). Como otros lemmings, tiene orejas pequeñas, patas cortas y cola muy corta. Los pies, tanto las plantas como los dedos, están cubiertos de cerdas y están adaptados para excavar.

## Hábitat
El lemming se encuentra en las áreas de tundra del norte de Canadá (Nunavut, Territorios del Noroeste, Yukón) y el sur de Alaska al sur de la cordillera de Alaska. También se encuentra en la costa oeste de Columbia Británica casi tan al sur como la isla de Vancouver. Aunque anteriormente se pensaba que esta especie existía en el este de Siberia y la mayor parte de Alaska, ahora se ha descubierto que esa especie es L. nigripes.
Se alimentan principalmente de brotes de hierba y también comen hierba de tundra, juncia, musgo, corteza, bayas, líquenes y raíces. Los depredadores incluyen a la mayoría de los carnívoros y ciertas aves , y alguna evidencia sugiere que el caribú a veces puede comerlos. En años en los que el lemming pardo es escaso, algunos depredadores, como el zorro ártico, pueden ser incapaces de reproducirse.

## Colonias
Viven bajo tierra, en colonias y pueden producir hasta tres camadas cada año, incluso bajo la nieve en invierno. Con un período de gestación de 23 días, la hembra dará a luz de cuatro a nueve crías. El lemming pardo no es migratorio y cuando está superpoblado (y durante la temporada de apareamiento), pelean entre ellos.
Isla Bylot tiene varios humedales con polígonos poco profundos y muchos tipos de musgos, pastos y juncos, que se adapta muy bien al lemming pardo de América del Norte por varias razones (Rochefort et al. 1996). En la isla Bylot, prefieren vivir en la llanura sur de la isla y, en su mayoría, viven en el polígono fen, también conocido como humedales, que sustenta principalmente a los graminoides de los que dependen para alimentarse (Bety et al. 2002). Durante el invierno, los lemmings marrones viven en madrigueras aisladas en el suelo hechas de juncos y pastos (Reid et al. 2011). Hacen sus nidos en estas madrigueras confinadas bajo tierra porque aumenta el aislamiento y les permite reproducirse durante el invierno (Duchesne et al. 2011). Los estudios en la isla Bylot han demostrado que los lemmings marrones prefieren excavar bajo una mayor profundidad de nieve en lugar de hacerlo más denso. Creen que los lemmings marrones hacen esto porque a mayor profundidad de nieve, mejor energía queda atrapada y aumenta el número de nidos. Una capa de nieve más profunda también protegió a los lemmings y sus nidos de los depredadores aviares. Los mamíferos depredadores aún pueden alimentarse de ellos, pero debido a que sus nidos son tan profundos,  disminuye la capacidad de ser vistos por algunos depredadores, por lo que están muy bien protegidos de los depredadores (Duchesne et al. 2011; Reid et al. 2012). Durante el verano, los lemmings marrones no tienen la protección de la nieve y sus territorios se extienden mucho más a lo largo de la isla Bylot (Reid et al. 2012). Los mamíferos depredadores aún pueden alimentarse de ellos, pero debido a que sus nidos son tan profundos, disminuye la capacidad de ser vistos por algunos depredadores, por lo que están muy bien protegidos de los depredadores (Duchesne et al. 2011; Reid et al. 2012).

## Otras lecturas
- Anand-Wheeler, Ingrid (2002). Terrestrial Mammals of Nunavut. ISBN 1-55325-035-4.
- Berteaux D; Gauthier G; Gruyer N (2010). Demography of two lemming species on Bylot Island, Nunavut, Canada. Polar Biology. p. 725-736.
- Bety J; Gauthier G; Korpimaki E; Giroux J (2002). Shared Predators and Indirect Trophic Interactions: Lemming Cycles and Arctic-Nesting Geese. Ecology. p. 88-98.
- Duchesne D; Gauthier G; Berteaux D (2011). Habitat selection, reproduction and predation of wintering lemmings in the Arctic. Oecologica. p. 967-980.
- Gauthier G; Berteaux D; Bety J; Tarroux A; Therrien J; McKinnon L; Legagneux P; Cadieux M (2011). The tundra food web of Bylot Island in a changing climate and the role of exchanges between ecosystems1. Ecoscience. p. 223.
- Gruyer N; Gauthier G; Berteaux D (2008). Cyclic dynamics of sympatric lemming populations on Bylot Island, Nunavut, Canada. Canadian Journal of Zoology. p. 910-917.
- Legagneux P; Gauthier G; Berteaux D; Bety J; Cadieux M; Bilodeau F; Bolduc E; McKinnon L; Tarroux A; Therrien J; Morissette L et al. (2012). Disentangling trophic relationships in a High Arctic tundra ecosystem through food web modeling. Ecology. p. 1707-1716.
- Oksanen T; Oksanen L; Dahlgren J; Olofsson J (2008). Arctic lemmings, Lemmus spp. and Dicrostonyx spp.: integrating ecological and evolutionary perspectives. Evolutional Ecology Research. p. 415-434.
- Reid DG; Bilodeau F; Krebs CJ; Gauthier G; Kenney AJ; Gilbert BS; Leung MCY; Duchesne D; Hofer E (2011). Lemming winter habitat choice: a snow-fencing experiment. Oecologica. p. 935-946.
- Reid FA (2006). Mammals of North America (4 edición). New York (NY): Houghton Mifflin.
- Rochefort L; Beaulieu J; Gauthier G (1996). The Growth Response of Graminoid Plants to Goose Grazing in a High Arctic Environment. Journal of Ecology. p. 905-914.
- Watson A (1956). Ecological Notes on the Lemmings Lemmus trimucronatus and Dicrostonyx groenlandicus in Baffin Island. Journal of Animal Ecology. p. 289-302.